# University Heights (Ohio)
University Heights ist eine City im Cuyahoga County im US-Bundesstaat Ohio. Sie liegt rund 13 Kilometer östlich von Cleveland und hat eine Fläche von ist 4,74 km². Das U.S. Census Bureau ermittelte bei der Volkszählung 2020 eine Einwohnerzahl von 13.914.
University Heights ist Standort der katholischen John Carroll University, einer der drei großen Universitäten im Raum Cleveland.
Das Gebiet von University Heights wurde im Jahre 1908 unter dem Namen Idlewood aus dem Warrensville Township ausgegründet. Seinen heutigen Namen erhielt der Ort 1925, als die John Caroll University ihren Sitz von Cleveland hierher verlegte. 1940 wurde University Heights zur Stadt erhoben.
Der Ort war bis zum Ersten Weltkrieg landwirtschaftlich geprägt. Danach entwickelte sich University Heights zusammen mit den umliegenden Vororten Clevelands zur Wohngemeinde. Die Bevölkerung wuchs von 500 (1925) auf fast 6000 Einwohner (1940) an und erreichte bis etwa 1960 den heutigen Stand. Die Bebauung ist flächendeckend und besteht überwiegend aus Einzelhäusern der Mittelklasse.

## Persönlichkeiten
- Eric Fingerhut (* 1959), Politiker
- Emily Infeld (* 1990), Langstreckenläuferin

## Quelle
- UNIVERSITY HEIGHTS. In: Encyclopedia of Cleveland History. Case Western Reserve University, 2003, abgerufen am 3. März 2010.